# Janou Lefèbvre
Janou Lefèbvre (n. 14 mai 1945, Sài Gòn, Vietnam) este o sportivă ce a reprezentat Franța, medaliată olimpică. A participat la 3 ediții ale Jocurilor Olimpice (1964, 1968, 1972) în care a câștigat o medalie de argint.